# سبيستون بلس
سبيستون بلس قناة تلفزيونية إندونيسية ، متخصصة في الرسوم المتحركة وبرامج الأطفال .إنطلقت من إندونيسيا وهي القناة الثالثة التي يتم اطلاقها في إندونيسيا يوم 1 فبراير 2014 بعد قناة سبيستون إندونيسيا وسبيستون إندونيسيا 2 وهي قناة مشفرة تعمل يمكن استقبالها عبر الباقات ترانسفيسيون أو عبر ك-فيسيون .